# Verena Rohrer
Verena Rohrer (* 8. April 1996 in Sachseln) ist eine ehemalige Schweizer Snowboarderin. Sie startete in der Disziplin Halfpipe.

## Werdegang
Rohrer nahm von 2010 bis 2020 an Wettbewerben der Ticket to Ride World Snowboard Tour teil. Dabei erreichte sie in der Saison 2010/11 mit dem dritten Rang bei den Burton European Junior Open in Laax und den ersten Rang bei den Iceripper Junior Open in Davos ihre ersten Podestplatzierungen. Im Januar 2013 siegte sie bei der Audi Snowboard Series in Davos und beim O’Neill Evolution in Davos. Im folgenden Monat gewann sie beim Trentino Rookie Fest am Monte Bondone. Bei den Snowboard-Juniorenweltmeisterschaften 2013 in Erzurum holte sie die Silbermedaille. Ihr Weltcupdebüt hatte sie zum Beginn der Saison 2013/14 in Cardrona, welches sie auf den 36. Platz beendete. Im weiteren Saisonverlauf kam sie auf den zweiten Platz bei den Burton European Open in Laax. Bei ihrer ersten Olympiateilnahme 2014 in Sotschi belegte sie den 27. Platz. Im März 2014 gewann sie bei den Snowboard-Juniorenweltmeisterschaften in Chiesa in Valmalenco die Goldmedaille. Bei den Snowboard-Weltmeisterschaften 2015 am Kreischberg errang sie den neunten Platz. Im März 2017 gelang ihr bei den Snowboard-Weltmeisterschaften in Sierra Nevada der 18. Platz. Bei den Olympischen Winterspielen 2018 in Pyeongchang belegte sie den 14. Platz. In der Saison 2018/19 erreichte sie im Weltcup mit fünf Top-Zehn-Platzierungen, darunter Platz drei in Mammoth und Rang zwei im Secret Garden Skiresort, den sechsten Platz im Freestyle-Weltcup und den dritten Rang im Halfpipe-Weltcup. Beim Saisonhöhepunkt, den Snowboard-Weltmeisterschaften 2019 in Park City, wurde sie Sechste. In der folgenden Saison kam sie mit drei Top-Zehn-Platzierungen auf den 22. Platz im Freestyle-Weltcup und auf den achten Rang im Halfpipe-Weltcup. Bei den Winter-X-Games 2020 in Aspen wurde sie Fünfte.
Rohrer wurde 2014, 2015, 2016, 2017, 2018 und 2019 Schweizer Meisterin in der Disziplin Halfpipe. In der Saison 2014/15 und 2017/18 gewann sie Halfpipe-Wertung im Europacup.